# پلیزینگتون
پلیزینگتون (به انگلیسی: Pleasington) یک روستا و محله مدنی در بریتانیا است که در Blackburn with Darwen واقع شده‌است. پلیزینگتون ۴۴۶ نفر جمعیت دارد.